# Mścisław (Białoruś)
Mścisław (biał. Мсціслаў, Амсьціслаў, Mścisłaŭ, Amścisłaŭ, ros. Мстислав, Мстиславль, Mstisław, Mstisławl) – miasto na Białorusi, stolica rejonu mścisławskiego obwodu mohylewskiego. 10,7 tys. mieszkańców (2010).
W mieście rozwinął się przemysł spożywczy, lniarski oraz materiałów budowlanych.

## Historia
Pierwszy raz wspominany w źródłach historycznych w 1136 jako gród obronny założony przez księcia smoleńskiego Rościsława I Michała nazwany tak na cześć jego ojca Mścisława I Haralda. Od 1377 stolica udzielnego Księstwa Mścisławskiego w składzie Wielkiego Księstwa Litewskiego. Pierwszym litewskim księciem Mścisławia był brat Władysława Jagiełły Korygiełło. Jego następcą był w latach 1390–1430 Lingwen, który jako wódz trzech pułków smoleńskich, dowodził też chorągwią mścisławską w czasie bitwy pod Grunwaldem.
W czasie wojny litewsko-moskiewskiej 1512–1522, ostatni książę mścisławski Michał oddał swoje ziemie Wielkiemu Księstwu Moskiewskiemu, a po przegranej przez Rosjan bitwie pod Orszą w 1514 zbiegł do Moskwy. Jego księstwo włączone zostało ostatecznie w 1527 do Wielkiego Księstwa Litewskiego jako starostwo. W 1566 król Polski Zygmunt II August utworzył województwo mścisławskie.
W 1601 miejscowe duchowieństwo prawosławne przyjęło unię brzeską z kościołem rzymskokatolickim. W 1634 dla dyzunitów powołano prawosławne biskupstwo mścisławskie, mohylewskie i orszańskie z siedzibą w Mohylewie. Miejscowe struktury Kościoła rzymskokatolickiego podlegały od 1634 diecezji smoleńskiej. Także w 1634 roku miasto otrzymało od króla Władysława IV prawa miejskie magdeburskie oraz herb. Przed najazdem moskiewskim w połowie XVII w. miasto miało około 30 tys. mieszkańców.

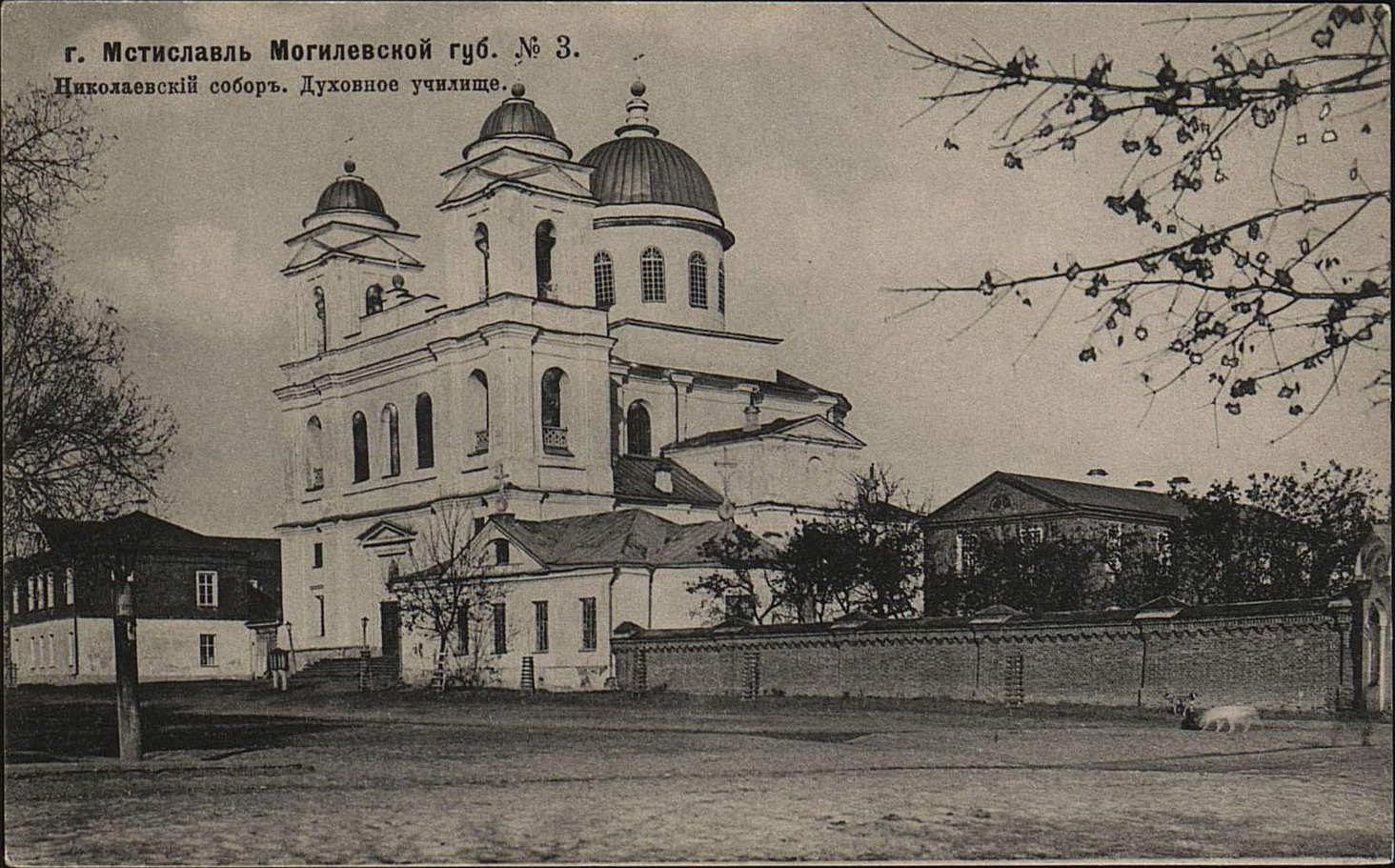
Kościół Jezuitów po przebudowie na sobór św. Mikołaja

W czasie wojny polsko-rosyjskiej 1654-1667 wojska rosyjskie w 1654 splądrowały miasto, dokonując tzw. rzezi Trubeckiego. W 1661 roku miasto zostało odzyskane przez Rzeczpospolitą. W 1676 roku Sejm na wniosek wojewody Jana Ogińskiego zatwierdził potrzebę odbudowania twierdzy. W XVIII wieku miasto zostało przebudowane wg planów J.K.Glaubitza.
Miejsce obrad sejmików ziemskich województwa mścisławskiego od XVI wieku do pierwszej połowy XVIII wieku.
Miasto królewskie położone było w końcu XVIII wieku w województwie mścisławskim.
W 1772 całe województwo mścisławskie zagarnęła Rosja w I rozbiorze Polski. Włączono je do guberni mohylewskiej. W 1773 roku były tu 3 kościoły katolickie i około 3 tys. mieszkańców (w tym ok. 1/3 Żydów). W 1880 roku mieszkało tu 7712 mieszkańców i było 1036 drewnianych domów i 12 murowanych. W 1897 miasto liczyło 8514 mieszkańców. W 1919 na Mścisławszczyźnie walczył korpus gen. Józefa Dowbora-Muśnickiego. W 1924 miasto włączono do Białoruskiej Socjalistycznej Republiki Radzieckiej. 
Podczas okupacji hitlerowskiej, we wrześniu 1941 roku Niemcy utworzyli getto dla żydowskich mieszkańców. Przebywało w nim około 1000 osób. 15 października 1941 roku Niemcy zlikwidowali getto, a Żydów zamordowali. 
Od 1991 na niepodległej Białorusi.

## Zabytki
- Kościół Karmelitów Wniebowzięcia Najświętszej Maryi Panny i klasztor w stylu barokowym z 1617 roku (lub 1637–38) fundacji wojskiego mścisławskiego Karola Jakuba Madalińskiego. Przebudowany w latach 1746–50 przez Jana Krzysztofa Glaubitza. Ponownie przebudowany w 1887 roku. We wnętrzu znajdują się freski z drugiej połowy XVII wieku (lub XVIII w.) przedstawiające fundatora oraz rzeź Mścisławia dokonaną przez moskiewskie oddziały Trubeckiego w 1654 roku. Obok kościoła znajduje się budynek klasztoru, na planie prostokąta. We wnętrzach polichromia z XIX wieku. W pobliżu brama złożona z kilku łukowatych przęseł z attyką i pinaklami.
- Kościół św. Michała Archanioła i klasztor Jezuitów wzniesione w latach 1738–1757 w stylu barokowym na miejscu starszego kościoła ufundowanego na początku XVII w. przez Zygmunta III Wazę. Po powstaniu listopadowym w 1832 roku został przebudowany na prawosławną cerkiew św. Mikołaja; wówczas obniżono obie wieże, przekształcono fasadę i wzniesiono drewnianą kopułę (niezachowana)[8]. W 1937 obiekt sakralny został zaadaptowany przez władze radzieckie na dom kultury[9]. W zdewastowanym wnętrzu przetrwały pewne elementy pierwotnego wystroju (kolumny, pilastry, rzeźby). W pobliżu stoi parterowy budynek jezuickiej apteki z XVIII w. oraz budynek kolegium jezuickiego. Uczęszczał do niego filozof Anioł Dowgird (1776–1835)[10].

### Budowle nieistniejące
- Zamczysko na Górze Zamkowej w miejscu dawnego zamku obronnego zniszczonego przez wojska moskiewskie w XVII w.
- Kościół i klasztor Dominikanów z XVII w. fundacji podkomorzego Włodzimierza Dadziboga Kamińskiego (zburzony)
- Kościół Bernardynów pw. Najświętszej Maryi Panny Anielskiej z 1727 r. fundacji chorążego Jana Hurko (zburzony); na jego miejscu znajduje się prawosławny sobór św. Aleksandra Newskiego z 1870
- Kościół i klasztor Karmelitanek (zburzony)

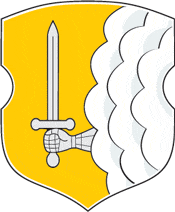
Herb Mścisława z 1634 roku.

- Klasztor Mariawitek (zburzony)

## Galeria

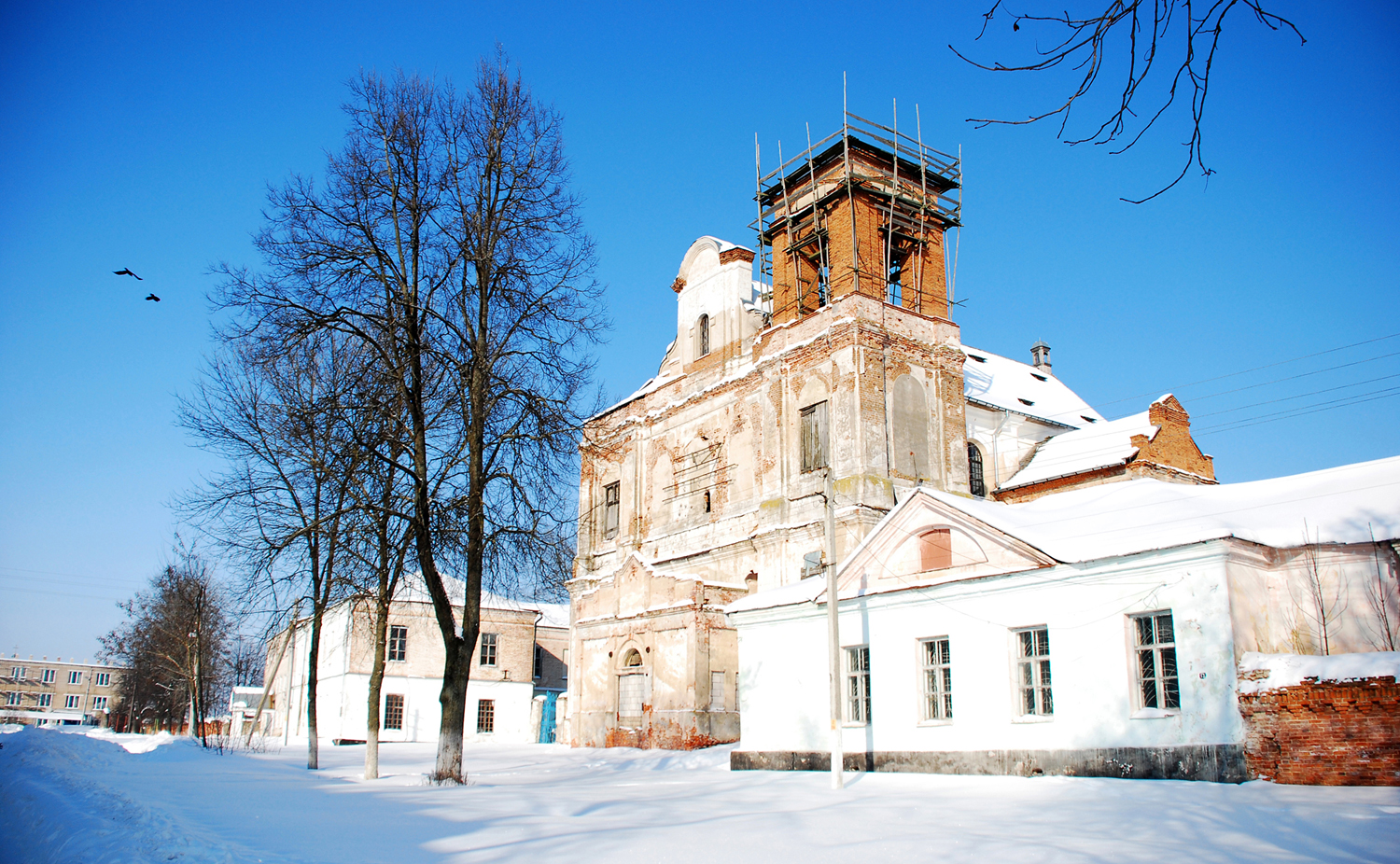
Kościół św. Michała Archanioła
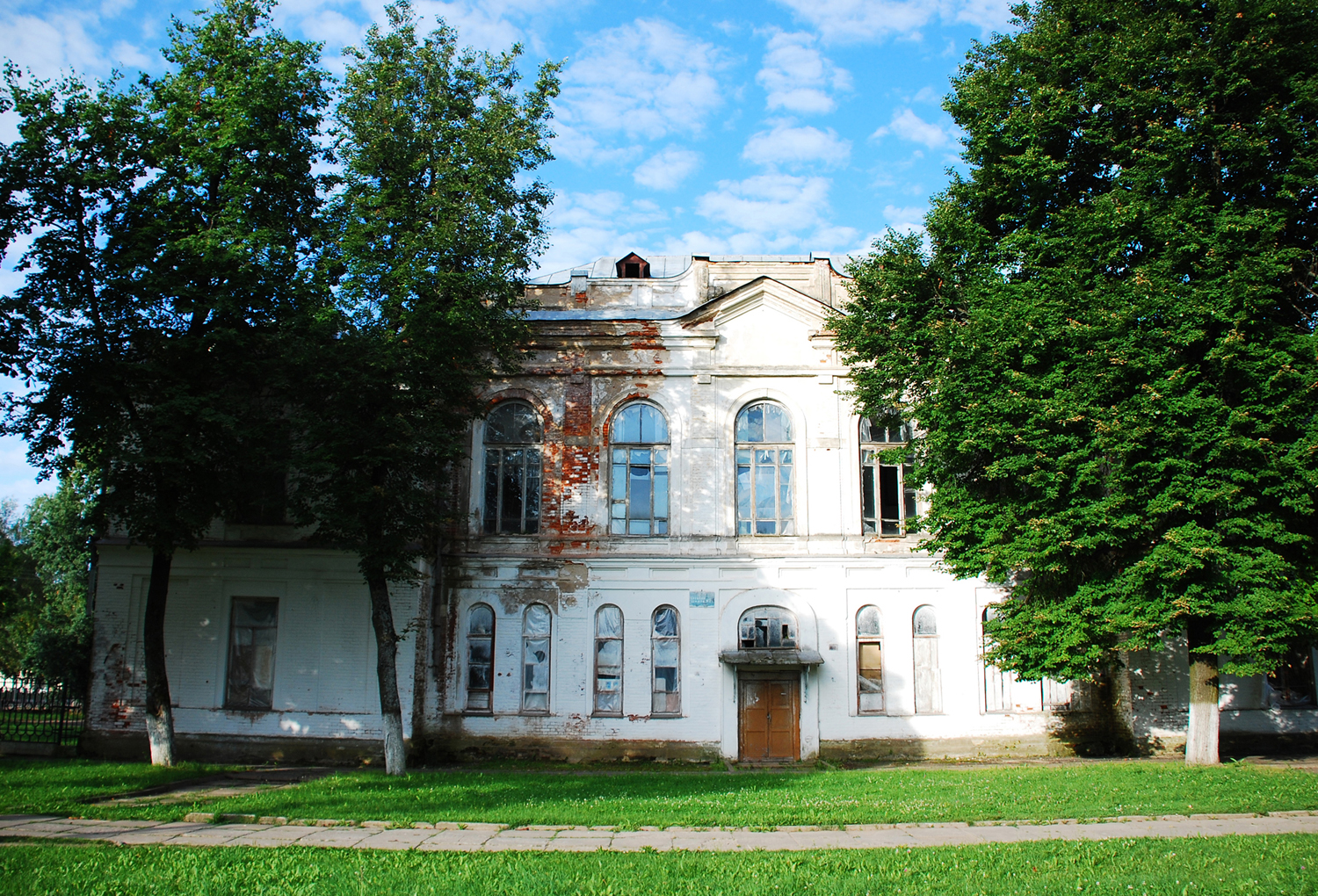
Gimnazjum
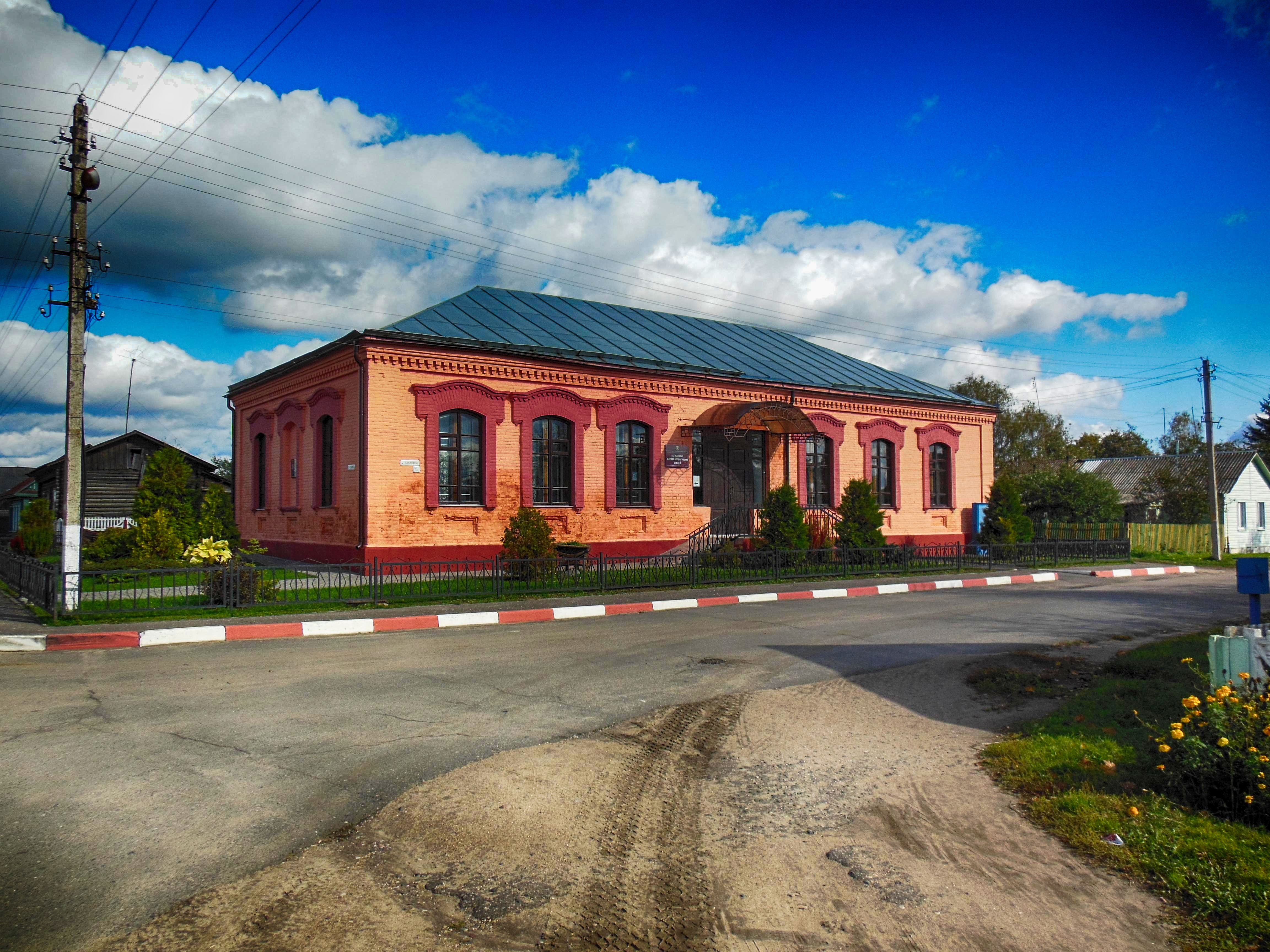
Mścisławskie Muzeum Historyczno-Archeologiczne
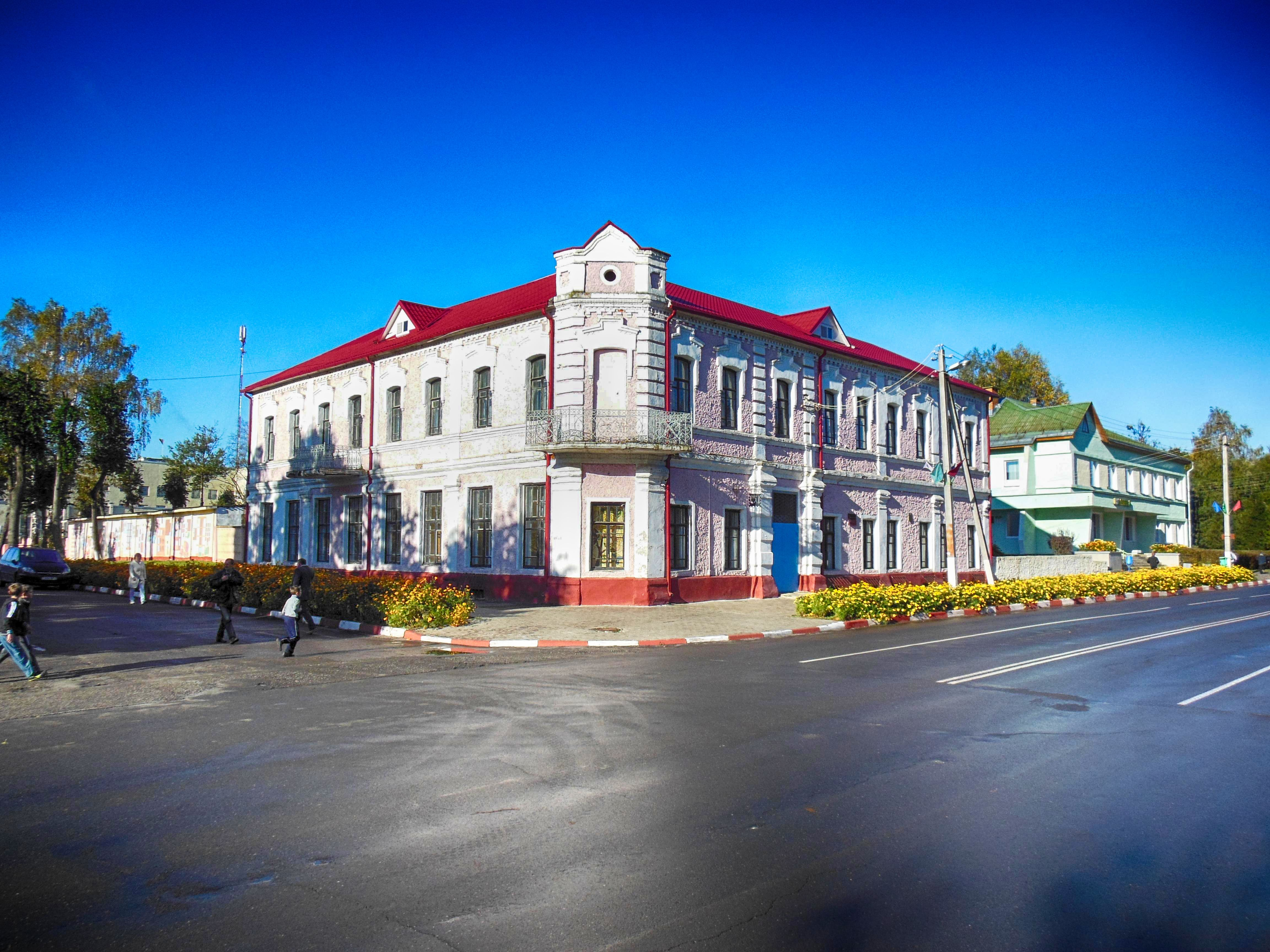
Dawna siedziba ziemstwa
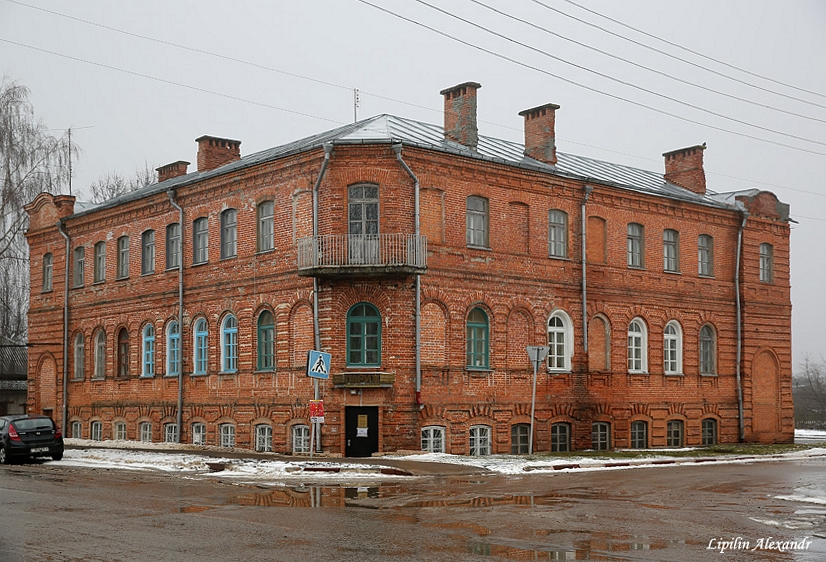
Kamienica
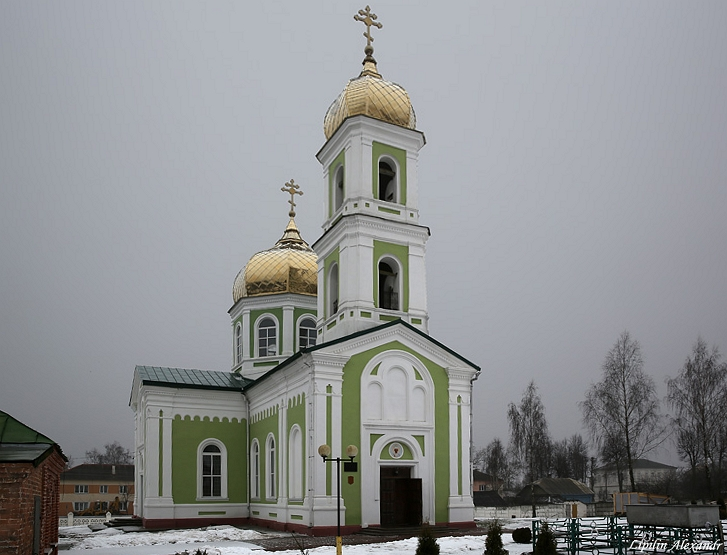
Sobór św. Aleksandra Newskiego